# William R. Day
Pour les articles homonymes, voir Day.
William R. Day, né le 17 avril 1849 à Ravenna (Ohio) et mort le 9 juillet 1923 à Mackinac Island (Michigan), est un juriste et homme politique américain. Membre du Parti républicain, il est secrétaire d'État des États-Unis en 1898 dans l'administration du président William McKinley puis juge de la Cour suprême des États-Unis entre 1903 et 1922.